# Jabloko
Il Partito Democratico Unificato Russo «Jabloko» (in russo: Российская объединённая демократическая партия «Яблоко», Rossijskaja Ob"edinennaja Demokratičeskaja Partija «Jabloko») è un partito politico russo. "Jabloko", termine che letteralmente significa "mela", fu ispirato dall'acronimo dei cognomi dei relativi fondatori ("Я" di Grigorij Javlinskij, "Б" di Jurij Boldyrev e "Л" da Vladimir Lukin; cioè JA-B-L). La "mela" del nome è richiamata anche dal simbolo, che consiste in un cerchio rosso e un triangolo isoscele verde.
Jabloko è un partito socioliberale, culturalmente filo-occidentale (ma contrario alla NATO in quanto fautore del pacifismo e del non-interventismo), è membro dell'Internazionale liberale e dell'ALDE.; segretario del partito è Nikolaj Rybakov. 
Dopo l'invasione russa dell'Ucraina del 2022 e la liquidazione di numerosi partiti e gruppi anti-putinisti, Jabloko è uno dei soli due partiti di opposizione reale a Vladimir Putin rimasti legali in Russia, assieme a Solidarnost, e l'unico in piena attività, regolarmente registrato e con una piccola rappresentanza al Parlamento nazionale (un deputato nel Consiglio federale, mentre è escluso dalla Duma di Stato), in quanto il Partito Comunista, sebbene formalmente opposto al Fronte Popolare Panrusso di Putin, è considerato contiguo alle politiche governative.

## Storia
Jabloko nacque come organizzazione pubblica nel 1993, mentre dal 2001 ha acquisito lo status di partito politico. Alle politiche del 1993 Jabloko ottenne il 7,86% dei voti e 27 seggi alla Duma. Alle elezioni legislative del 1995 Jabloko ottenne il 6,89% dei suffragi e 45 seggi. I socioliberali furono preceduti dal Partito Comunista della Federazione Russa, dal Partito Liberal-Democratico di Russia, nazionalisti, e dai conservatori di Nostra Casa Russia, il partito vicino al presidente Boris El'cin. Alle elezioni presidenziali del 1996, complice anche una massiccia campagna mediatica sostenuta dai cosiddetti "oligarchi", El'cin recuperò inaspettatamente il proprio consenso, superando di poco più di tre punti percentuali il candidato comunista Gennadij Zjuganov (35,3% contro 32%). Grigorij Javlinskij, candidato di Jabloko, giunse quarto col 7,34% dei voti.
Alle elezioni legislative del 1999, la formazione liberale scese al 5,93% dei voti ed ottenne 20 seggi. Lo stesso risultato ottenuto da Javlinskij alle elezioni presidenziali del 2000, giungendo però terzo dietro al vincitore Vladimir Putin ed a Gennadij Zjuganov. Alle elezioni legislative del 2003 Jabloko conseguì il 4,30%, non superando lo sbarramento del 5% ed ottenendo solo 4 seggi nei collegi uninominali. Nel 2004 Jabloko ha rinunciato a presentare un proprio candidato alle presidenziali, appoggiando l'indipendente Irina Khakamada, iscritta alla Unione delle Forze di Destra (SPS) (3,8% dei voti).
A fronte della costante diminuzione di voti, Jabloko ha cercato di promuovere l'integrazione delle formazioni politiche d'ispirazione liberale e neoliberale, finora senza successo.

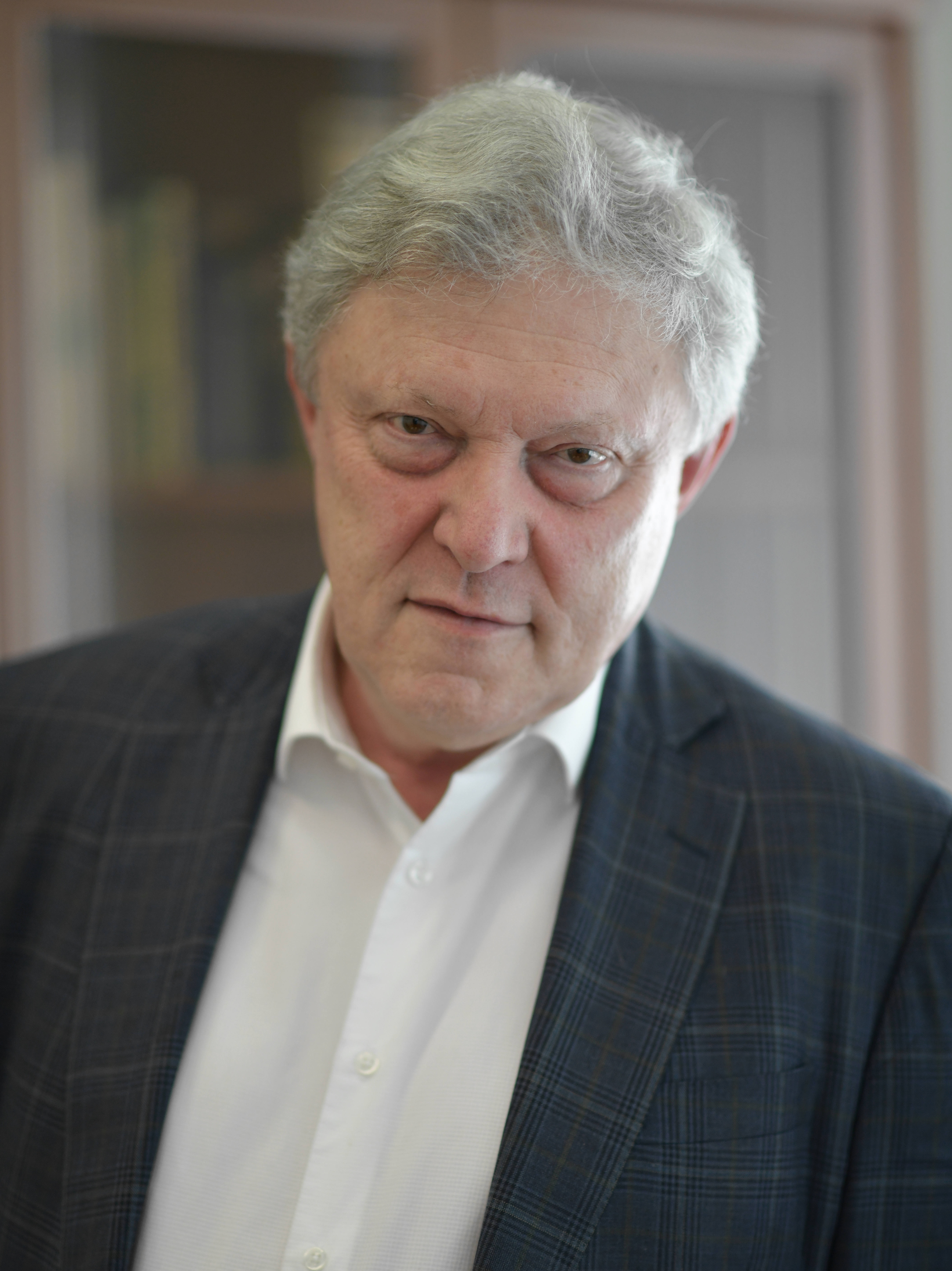
Grigorij Javlinskij, leader e fondatore di Jabloko (2023)

Alle elezioni parlamentari in Russia del 2007 Jabloko ha ottenuto l'1,59%, non eleggendo alcun parlamentare. Si candida anche un suo movimento interno, Alternativa Democratica di Aleksej Naval'nyj, successivamente espulso dal partito. Anche sua moglie Julija ha militato in Jabloko.
Alle elezioni per il rinnovo della Duma del 2011, Jabloko ha aumentato i suoi consensi, grazie al generale spostamenti di voti dal partito Russia Unita ai partiti di opposizione, ed è quindi passato al 3,43%, questo risultato non ha consentito alla formazione liberal-europeista di entrare alla camera bassa per via della nuova legge elettorale che prevede un sistema proporzionale con uno sbarramento al 7% (fatto salvo il diritto di tribuna sopra il 5%).
Jabloko ha attualmente un solo parlamentare, alla camera alta. Alle elezioni presidenziali in Russia del 2024, Jabloko ha rinunciato a presentare un proprio candidato, con il leader Javlinskij, più volte candidato che ha declinato, ritenendole una farsa.
Benché numerosi membri (tra cui avvocati di detenuti d'opposizione) siano stati arrestati, il partito è rimasto legale e sostiene la fine della guerra in Ucraina e la liberazione dei prigionieri politici arrestati per reati di opinione; si occupa anche di assisterli moralmente e materialmente, assieme a gruppi come Memorial. Il partito si oppone apertamente alla riabilitazione di Stalin promossa dal regime di Putin a partire dalla metà degli anni 2010 e in misura massiccia dopo l'invasione russa dell'Ucraina del 2022, e chiede la riforma della giustizia e carceraria, il ritorno alla democrazia, il rispetto della Costituzione e dei diritti umani, e l'abolizione delle leggi di censura e di quella sugli "agenti stranieri".
Il vicepresidente di Jabloko, Lev Šlosberg, nel 2014 venne brutalmente aggredito e ridotto in fin di vita dopo le sue denunce sul coinvolgimento russo nella guerra del Donbass; in seguito dichiarato "agente straniero", fu incriminato nel 2022, arrestato nel 2025 (e in seguito posto agli arresti domiciliari) e messo sotto processo con l'accusa di screditare l'esercito secondo la legge di censura del marzo 2022, nonostante la sua posizione assai moderata in cui sosteneva che l'Ucraina dovesse arrendersi e trovare un accordo di pace, per risparmiare vittime, e senza augurarsi la sconfitta militare della Russia come molti oppositori più radicali.
Tra i membri del partito c'è anche il premio Nobel per la pace Dmitrij Muratov, direttore di Novaja Gazeta.

## Scissioni
- 2008 - alcuni membri tra cui Il'ja Jašin fuoriuscirono per aderire a Solidarnost
- 2010 - 133 membri politici (di cui 89 della giovanile Alternativa Democratica) a capo del ex presidente del partito Aleksej Naval'nyj formano il Partito del Progresso, noto poi come Russia del Futuro. Ha sottratto ben oltre 29.000 iscritti.
- 2020 - Il coordinatore Maxim Katz con 19 membri politici.

## Risultati elettorali
| Elezione          | Voti      | %    | Seggi    | Posizione         |
| ----------------- | --------- | ---- | -------- | ----------------- |
| Parlamentari 1993 | 4.223.219 | 7,86 | 27 / 450 | Astensione        |
| Parlamentari 1995 | 4.767.384 | 6,89 | 45 / 450 | Maggioranza       |
| Parlamentari 1999 | 3.955.611 | 5,93 | 20 / 450 | Opposizione       |
| Parlamentari 2003 | 2.610.087 | 4,30 | 4 / 450  | Opposizione       |
| Parlamentari 2007 | 1.108.985 | 1,59 | 0 / 450  | Extraparlamentari |
| Parlamentari 2011 | 2.252.403 | 3,43 | 0 / 450  | Extraparlamentari |
| Parlamentari 2016 | 1.051.335 | 1,99 | 0 / 450  | Extraparlamentari |
| Parlamentari 2021 | 753.280   | 1,34 | 0 / 450  | Extraparlamentari |

| Elezione           | Elezione | Candidato           | Voti      | %    | Esito         |
| ------------------ | -------- | ------------------- | --------- | ---- | ------------- |
| Presidenziali 1996 | I turno  | Grigorij Javlinskij | 5.550.752 | 7,34 | ❌ Non eletto |
| Presidenziali 2000 | I turno  | Grigorij Javlinskij | 4.351.450 | 5,80 | ❌ Non eletto |
| Presidenziali 2018 | I turno  | Grigorij Javlinskij | 769.644   | 1,05 | ❌ Non eletto |